# Anassidamo
Anassidamo (in greco antico: Αναξίδαμος?, Anaxìdamos; Sparta, VII secolo a.C. – ...) è stato un re di Sparta della dinastia Euripontide.
Secondo Pausania succedette al padre Zeussidamo e fu il padre del successore Archidamo I, mentre Erodoto non lo cita tra i re di Sparta.
Durante il suo regno gli Spartani conclusero vittoriosamente la seconda guerra messenica.